# 12780 Salamony
12780 Salamony eller 1995 CE1 är en asteroid i huvudbältet som upptäcktes 9 februari 1995 av den amerikanske astronomen Dennis di Cicco i Sudbury i Massachusetts. Den är uppkallad efter Sandra Noel Salamony.
Asteroiden har en diameter på ungefär 10 kilometer.